# Panorpa kellogi
Panorpa kellogi är en näbbsländeart som beskrevs av Cheng 1957. Panorpa kellogi ingår i släktet Panorpa och familjen skorpionsländor. Inga underarter finns listade i Catalogue of Life.